# 利普卡韃靼人
利普卡韃靼人，或稱為立陶宛韃靼人、波蘭韃靼人，是一群在十四世紀初期遷移到立陶宛大公國的韃靼人。首批前來定居的韃靼人在非基督徒的立陶宛人之中尋求庇護，與此同時嘗試維持他們的薩滿教信仰。到了十四世紀末期，受維陶塔斯大帝邀請，另一波韃靼人前來立陶宛居住。這些韃靼人首先在維爾紐斯、特拉凱、格羅德諾、考那斯等立陶宛大公國的領土定居，隨後又擴散到大公國(後來的波蘭-立陶宛聯邦)的其他領土。他們的居住地今日分別隸屬於立陶宛、白俄羅斯與波蘭等國。
由於這些韃靼人定居在立陶宛，他們被稱為「利普卡("Lipka", 意指立陶宛)韃靼人」。
利普卡韃靼人的起源可以追溯到與金帳汗國相關的各汗國，例如克里米亞汗國與喀山汗國等。他們最初擔任貴族軍人階級（從格倫瓦德之戰開始，利普卡韃靼人輕騎兵團參加了立陶宛和波蘭的每一場重大軍事行動），但後來成為以工藝、騎術與園藝技巧而聞名的城市居民。幾個世紀以來，他們抵制同化並保有他們傳統的生活方式。雖然他們仍然非常依賴他們的傳統宗教信仰，但是隨著時間的推移，他們不再使用韃靼語，大部分改用白俄羅斯語、立陶宛語和波蘭語。於今天的白俄羅斯、立陶宛和波蘭等國仍有一些利普卡韃靼人居住，而在美國也有他們的移民社群。

## 历史

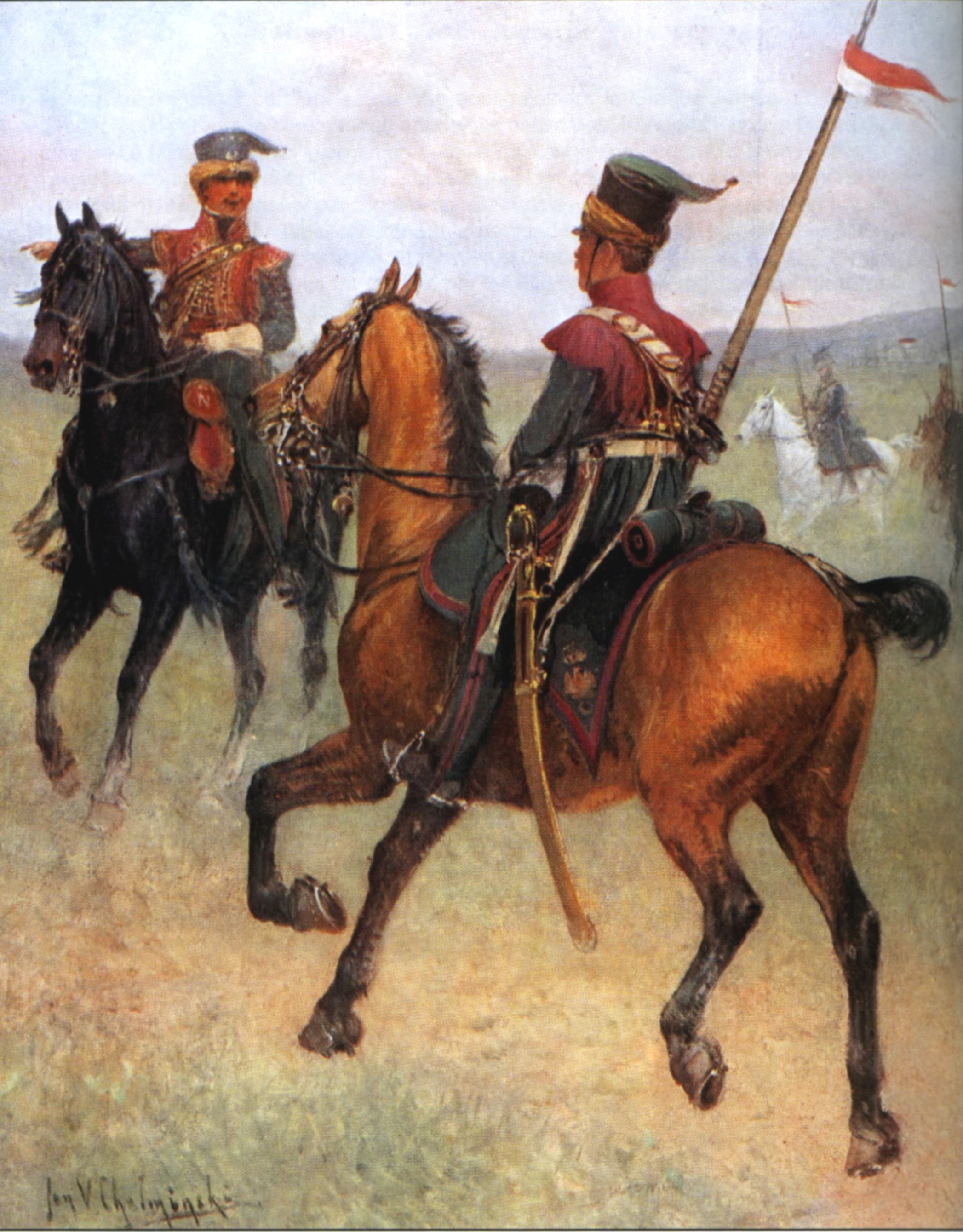
拿破崙軍隊中的立陶宛韃靼人手持波蘭立陶宛聯邦的紅白旗幟

1226年白帳汗國創立，成為成吉思汗蒙古帝國的繼承國之一。第一位大汗斡兒答是成吉思汗長子朮赤的長子。白帳汗國佔領了西伯利亞南部的乾草原，從烏拉山脈東部和裏海直到蒙古。
1380年，白帳汗國的世襲統治者脫脫迷失汗穿過烏拉山西面，合併白帳汗國與金帳汗國（第一位大汗是朮赤的次子拔都）。1382年，白帳和金帳汗國劫掠並燒毀了莫斯科。脫脫迷失與大中亞韃靼征服者帖木兒結盟，重申了蒙古人在俄羅斯的權力。
1397年，經過與前保護者韃靼大軍閥帖木兒之間的一系列災難性軍事對抗，脫脫迷失和他殘餘的族人獲得立陶宛大公國維陶塔斯大帝的庇護，並賦予財產與貴族地位。在揚·德烏戈什撰寫的編年史裡，有記載那一年立陶宛境內的利普卡韃靼人定居點。
1410年7月15日，格倫瓦德戰役爆發，一邊是波蘭王國和立陶宛大公國（共39,000名軍人），另一邊是條頓騎士團（27,000名軍人）。條頓騎士團被打敗，自此無法恢復過去的影響力。戰後，謠言蔓延到歐洲各地：德國人戰敗是因為對手有成千上萬的異教韃靼人援助，然而在戰鬥中大約只有不超過一千名韃靼馬弓手，核心成員是脫脫迷失兒子札蘭丁的隨從。在戰鬥開始之際，札蘭丁帶領利普卡韃靼人和立陶宛輕騎兵，對條頓騎士團的砲兵陣地進行了自殺式襲擊，這是“輕騎兵衝鋒”最原始的版本。條頓騎士大團長乌尔里希·冯·容金根以命令他自己的重騎兵將利普卡韃靼人趕出戰場作為回應，在這個過程中踐踏了自己的步兵。由此導致條頓騎士團的戰線潰散，是他們隨後失敗的一個主要因素。這一事件成為亞歷山大·福特的1960年電影《條頓騎士》的亮點之一，而該作品是改編自諾貝爾獎得主亨利·軒克維奇的同名歷史小說。

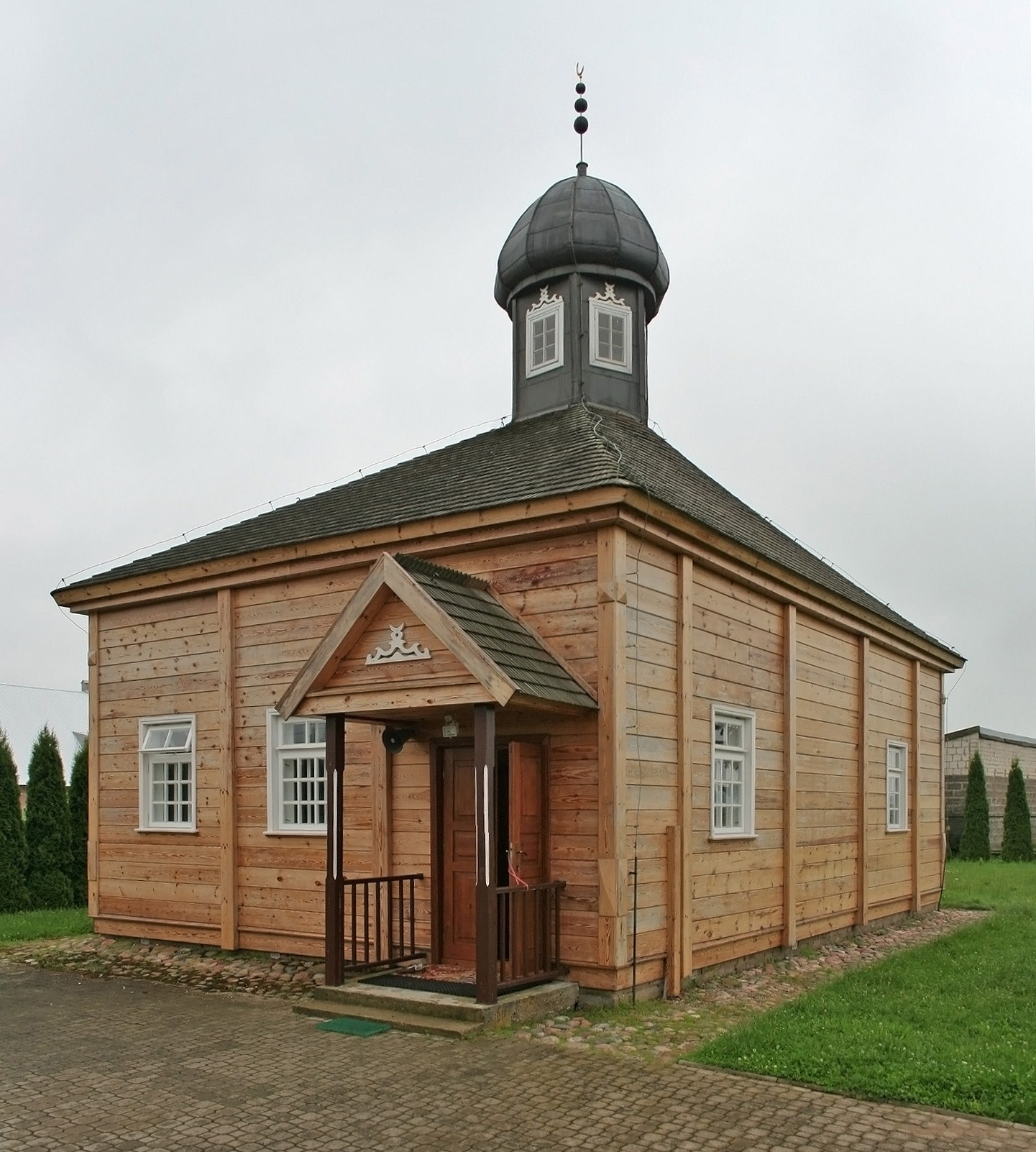
位於波蘭東部伯赫尼基的清真寺

1528年，波蘭貴族（什拉赫塔）和立陶宛貴族以傷害或殺害貴族或其家人成員為由進行報復的合法權利延伸至利普卡韃靼人。
1569年，波蘭立陶宛聯邦成立於盧布林聯盟之上。利普卡韃靼輕騎兵連長期以來構成了波蘭立陶宛聯邦軍事力量的基礎之一。立陶宛韃靼人從他們在立陶宛居住的一開始，就被稱為利普卡。他們將命運與波蘭立陶宛聯邦結合起來。從格倫瓦德戰役開始，他們參加了每一場重大的軍事行動。
1591年，虔誠天主教徒齊格蒙特三世（1587-1632年）的統治與反宗教改革運動對波蘭的非天主教徒帶來一些自由上的限制，其中包括利普卡韃靼人。這導致了1591年蘇丹穆拉德三世對波蘭國王就利普卡宗教儀式自由問題實施外交干預。這是應波蘭穆斯林的邀請進行的，他們曾經陪同波蘭國王的特使前往伊斯坦堡。
1672年，為反應宗教自由受到限制，以及古老的權利和特許被縮減，駐紮在波蘭東南部波多利亚地區的利普卡韃靼軍團在波蘭-奧圖曼戰爭開始後不久便背棄了聯邦。該場戰爭一直持續到17世紀末，透過1699年的卡尔洛夫齐条约才告結束。這場利普卡叛亂形成了小說《渥洛杜耶夫斯基先生》的背景，那是諾貝爾獎得主（1905年）亨利·軒克維奇歷史三部曲的最後一卷，他自己也是基督徒利普卡韃靼人。 1969年的同名電影由耶日·霍夫曼執導，丹尼爾·奧布里奇斯基演出阿扎·圖哈吉-比霍維奇（Azja Tuhaj-bejowicz）一角，仍然是波蘭電影史上最大的票房成功之作。
1674年，在著名的波蘭丘辛姆勝利之後，由巴爾堡壘為土耳其人佔領波多利亚的利普卡韃靼人被揚·索別斯基的軍隊所圍困，並傳出一個令人震驚的消息：在古老的權利和特許得到恢復的條件下，利普卡人將回到波蘭陣營。
1676年，暫時停止波蘭-奧圖曼戰爭的茹拉夫諾條約規定，利普卡韃靼人可自由選擇要為奧圖曼帝國或波蘭立陶宛聯邦服務。
波蘭議會在1677年3月確認所有古老的韃靼人權利和特許。利普卡韃靼人被允許重建他們所有的舊清真寺，在他們的莊園安置基督徒勞工，購買以前不屬於韃靼人的貴族莊園。利普卡韃靼人也免除了所有的稅收。
1679年，為了獎賞回到聯邦內，利普卡韃靼人由揚·索別斯基國王安置在布列斯特、科布林、格羅德諾諸省的官地上。根據服務的等級和時間長短，每位韃靼人分配到0.5至7.5平方公里的已清除土地。
許多在1674年返回聯邦服務的利普卡韃靼叛軍，後來參加了1683年的維也納之戰。其中包括60名在塞繆爾·米爾扎·克孜茨佐夫斯基（Samuel Mirza Krzeczowski）領導的輕騎兵連隊服役的波蘭韃靼人，後來他於維也納之戰的偉大勝利數週之後，在帕肯尼戰役災難性的第一天，挽救了揚·索別斯基國王的生命，這使得伊斯蘭擴張的潮流轉向歐洲，並標誌著奧圖曼帝國衰敗的開始。1683年9月12日，利普卡韃靼人在維也納戰役中站在波蘭的一方，戰鬥時在頭盔上戴著一小撮稻草，讓自己與土耳其方面在卡拉·穆斯塔法帶領下的韃靼人得以區分。利普卡人前往維也納傳統上穿著草帽，以紀念他們的祖先參與破壞維也納之圍。
1699年，一些以卡緬涅克為基地，忠於土耳其蘇丹的利普卡韃靼人，被遷移到比薩拉比亞，沿著奧斯曼帝國和波蘭立陶宛聯邦邊界，及丘錫姆和卡緬涅克-波多斯基的周邊地區，以及一個名為利普卡尼的城鎮。一個利普卡人更大規模地遷移到奧斯曼帝國控制地區的行動發生於18世紀初期，就在奧古斯特二世國王戰勝波蘭出生的斯坦尼斯瓦夫·萊什琴斯基國王之後，後者曾獲利普卡人支持以對抗撒克遜國王。

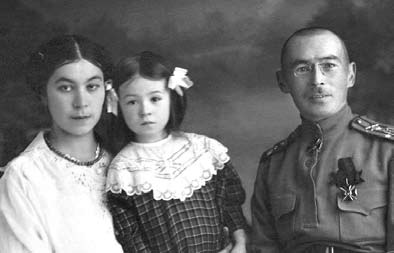
利普卡韃靼人家庭

在最後一位國王斯坦尼斯瓦夫·奥古斯特（1765-1795年）統治期間，波蘭利普卡人再度獲得重視。1775年，波蘭議會重申了波蘭立陶宛韃靼人的崇高地位。 在瓜分波蘭之後，利普卡人在各種民族起義中發揮了作用，並且與拿破崙軍隊中的波蘭人一起服役。
1919年：波蘭利普卡人加入了新成立的波蘭陸軍編組；韃靼騎兵團以及後來的維爾諾槍騎兵第13團。
第一次世界大戰結束後，波蘭國家再度出現，波蘭韃靼團在波蘭陸軍中重新建立，擁有自己的制服和旗幟以資識別。1939年波蘭垮台後，以維爾諾（維爾紐斯）為基地的第13騎兵團的波蘭韃靼人，在亞歷山大·傑爾賈斯朱維奇領導下，是與德國侵略者作戰到最後的波蘭陸軍部隊之一。

## 语言

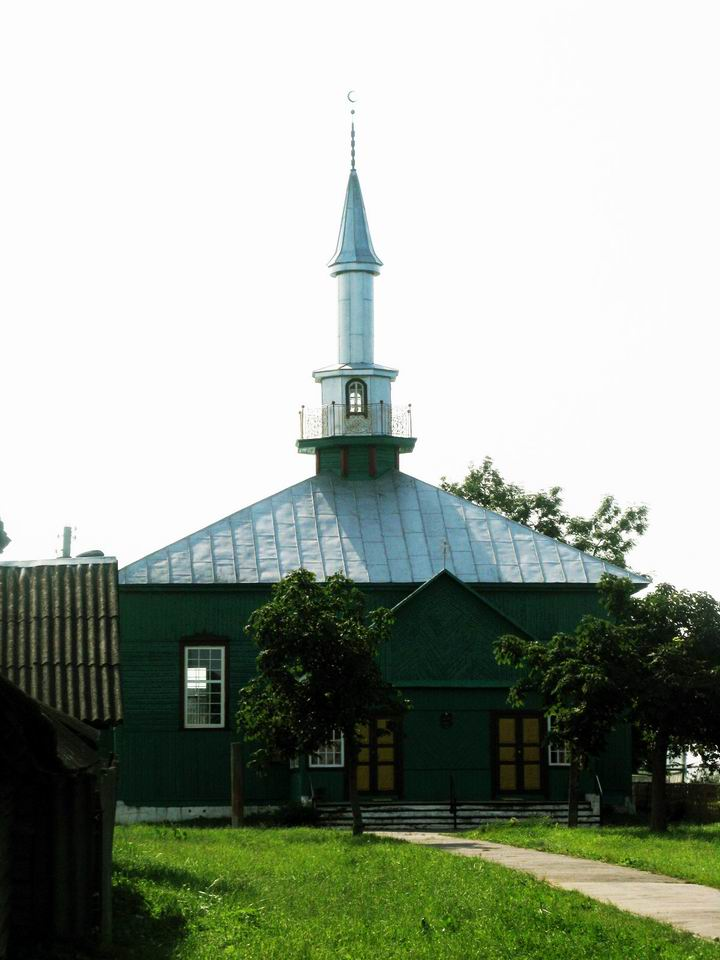
白俄羅斯伊維耶的韃靼人清真寺

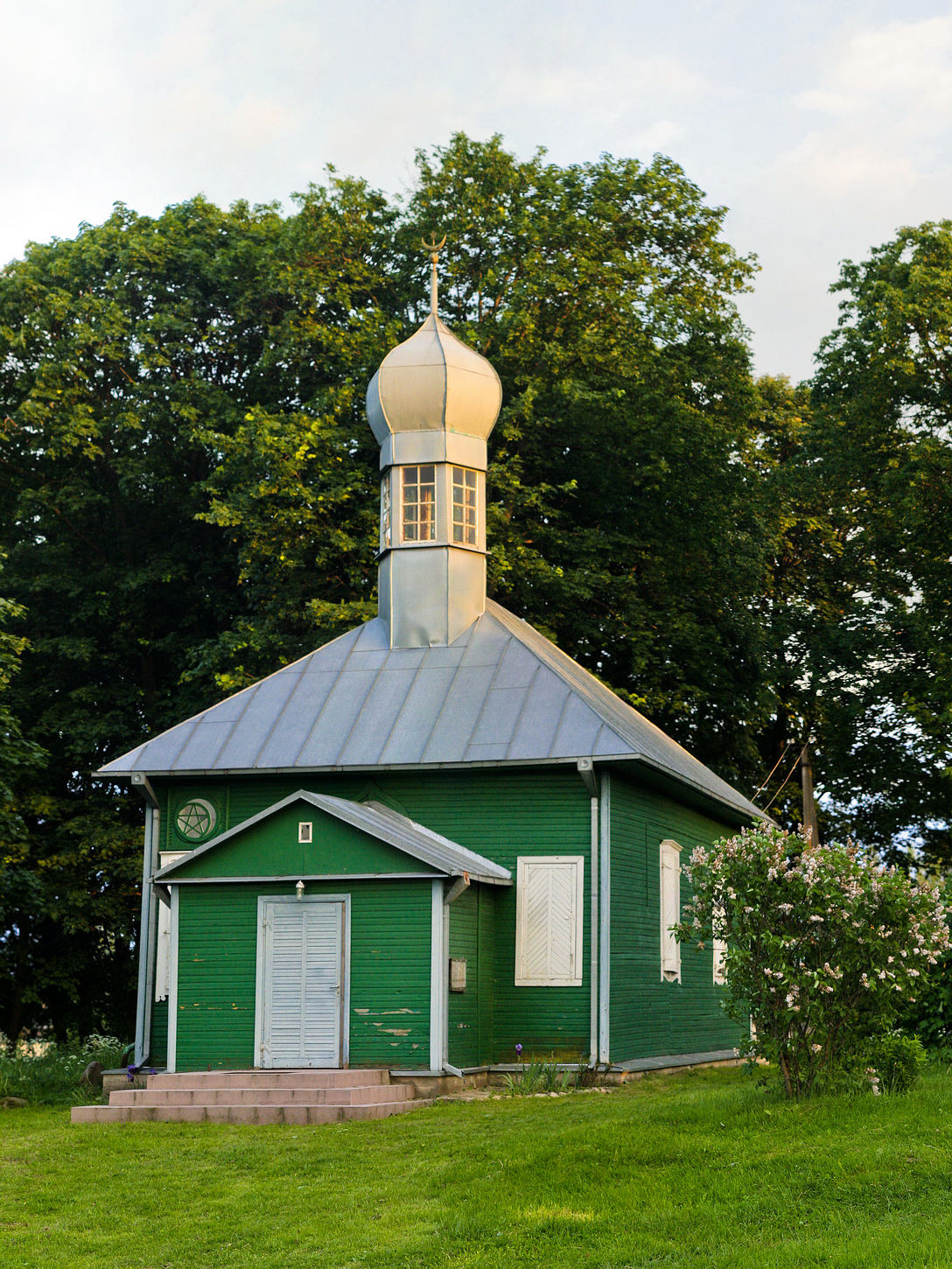
立陶宛聶梅濟斯的韃靼人清真寺

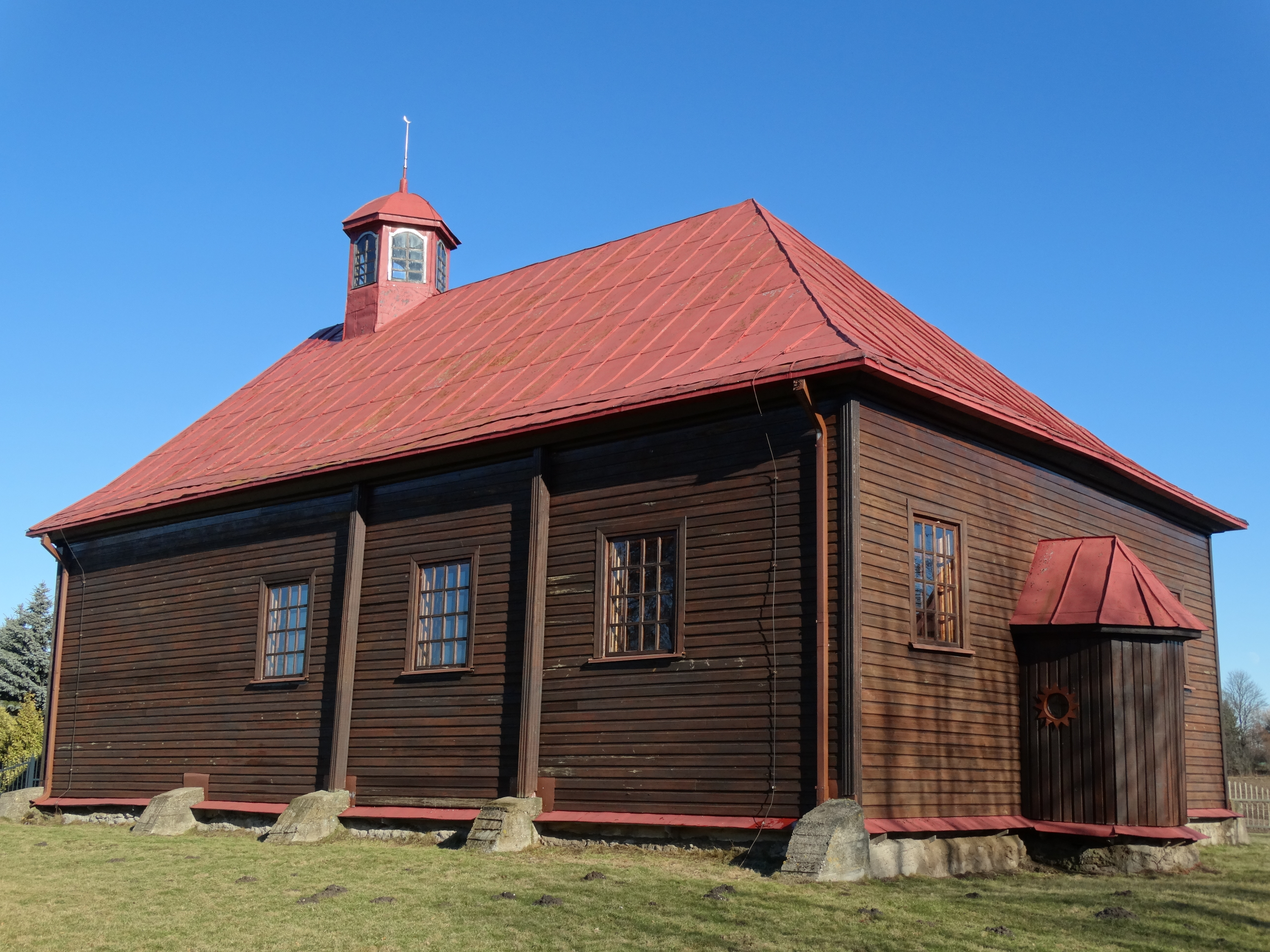
立陶宛賴茹清真寺

几个世纪来，他们尽力保持他们固有的生活方式并努力避免被同化。但随着时间的推移，他们中的大部分逐渐忘记了他们的母语（隶属于突厥语族的鞑靼语）。在18世纪末和整个19世纪初，利普卡韃靼人开始逐渐地”欧洲化”（同化），中上层利普卡韃靼人逐渐开始采用波兰语、立陶宛语（但保留了自己的伊斯兰教）作为通用语言，而下层利普卡韃靼人则逐渐采用东斯拉夫语（古白俄罗斯语）作为通用语言。今天在白俄罗斯、立陶宛、波兰以及美国仍然存在有少量的讲利普卡韃靼语的社区，如现在波兰波德拉謝省省仍然有约3,000人讲利普卡韃靼语，在白俄罗斯有约7,200人讲利普卡韃靼语（其中约60%为穆斯林），在立陶宛的首都维尔纽斯有约4,000人讲利普卡韃靼语。
在今天的立陶宛共和国不仅有以立陶宛语为母语的利普卡韃靼人后裔，还有一部分利普卡韃靼人后裔使用一种特殊的白俄罗斯语方言作为母语，波兰也有类似的情况。在立陶宛有约63,000人使用这种特殊的白俄罗斯语方言，其中约46,000人被划分为白俄罗斯族（其中相当的一部分显然是将利普卡韃靼人错误地划分成了白俄罗斯族），剩下的约17,000人则是以白俄罗斯语方言为母语的利普卡韃靼人。
他們用白俄羅斯阿拉伯字母書寫。

## 人口
几个世纪以来利普卡韃靼人的人口一直没有一个准确的统计。塔塔尔人向立陶宛和波兰地区的移民过程从14世纪到17世纪从未间断过。在1917年俄国爆发十月革命后，也出现过几次以政治活动家及民族主义者为主的移民潮。
根据某些估计, 在1590年至1591年期间，生活在波兰立陶宛联邦的利普卡韃靼人大约有200,000，他们当时建有约 400 座清真寺。根据《关于波兰韃靼人的简讯》（Risāle-yi Tatar-i Leh，这是一封由一位在1557年至1558年期间为前往麦加朝圣而路过奥斯曼帝国首都君士坦丁堡的波兰穆斯林写给苏莱曼大帝的简讯）记载，在波兰有 100个拥有清真寺的韃靼人定居点，在今屬白俄羅斯的利達、新格魯多克及伊維耶等城市都有大型的韃靼人社区。在今白俄罗斯首都明斯克，也有一个叫韃靼斯卡雅斯拉巴達（Tatarskaya Slabada）的韃靼人定居点。
在1655年至1661年期间发生的第二次北方战争（瑞典与波兰立陶宛联邦、俄罗斯、勃兰登堡-普鲁士、外西凡尼亞、克里米亚汗国、神圣罗马帝国、丹麦-挪威之间的战争）中，波兰立陶宛联邦军队中有15,000名利普卡韃靼士兵参加了对俄罗斯人、瑞典人、乌克兰哥萨克的战斗。
利普卡韃靼人注重家庭且一般说来家庭成员较多，如美国演员查尔斯·布朗森家里就有兄弟姐妹15人。

## 文化和信仰
他们最早是脱脱迷失的部下，金帐汗国与喀山汗國亡国后一些鞑靼人前往波蘭立陶宛聯邦擔任軍人，立陶宛韃靼人是他们后人。現在他们分布波兰、白俄罗斯和立陶宛。他们信伊斯兰教，但说白俄羅斯語（他们高级貴族说波兰语）。
立陶宛韃靼人在宗教和文化不同於大多數其他伊斯蘭社區，女人享有的自由度較大，除了在結婚儀式外其他時候不穿戴蓋頭。雖然名義上是穆斯林，立陶宛韃靼人的日常和宗教習俗，也容納許多基督宗教元素。
现在大概有一万五千人，但大部已同化于斯拉夫人。

## 名人
- 亨利克·显克微支（1846年5月5日－1916年11月15日），波兰作家。获1905年诺贝尔文学奖

- 亞歷山大·傑爾賈斯朱維奇（英语：Aleksander Jeljaszewicz）（1902年3月22日生于维尔纽斯，现屬立陶宛，1978年8月18日去世于波兰格但斯克），波兰军队中的韃靼兵团最后一任指挥官，参加过第二次世界大战。
- 哈桑·柯諾帕奇（波兰语：Hassan Konopacki）（1879年2月25日生于白俄罗斯明斯克，1953年3月11日去世于波兰比得哥什）曾任波兰军队中的白俄罗斯兵团司令（1919年至1921年），参加过1904年至1905年俄日战争和第一次世界大战。
- 易布拉希姆·卡納帕奇（波兰语：Ibrahim Kanapacki）（1949年2月28日生于白俄罗斯的一个韃靼贵族家庭，2005年9月9日去世于白俄罗斯），白俄罗斯政治和宗教活动人士，历史学家，白俄罗斯的韃靼复兴运动领导人之一。

- 亞歷山大·羅曼諾維奇（英语：Aleksander Romanowicz）（1871年4月1日生于白俄罗斯，于1933年11月14日在立陶宛去世），俄罗斯帝国及波兰将军。

- 查尔斯·布朗森（1921年11月3日－2003年8月30日），美国著名演员。

- 歐斯曼·阿奇瑪托維奇（英语：Osman Achmatowicz）（1899年4月16日－1988年12月4日），波兰著名化学家。其子小歐斯曼·阿奇瑪托維奇（也是化学家）于1971年发现了后来以他命名的阿奇瑪托維奇反應。

## 外部連結
- THE LITHUANIAN TATARS（页面存档备份，存于）
- A Short History of the Lipka Tatars of the White Horde（页面存档备份，存于）